# Amicie de Courtenay
Amicie de Courtenay, née en 1250, morte en 1275, est la fille de Pierre Ier de Courtenay-Champignelles (1218 - † 1250), seigneur de Conches et de Mehun, et de Pétronille de Joigny, fille de Gaucher de Joigny et d'Amicie de Montfort.
Fils de Robert, son père Pierre a trouvé la mort en 1250 lors de la bataille de Mansourah au cours de la septième croisade.
Par son arrière-grand-père Pierre Ier de Courtenay, elle est membre d'une maison capétienne de Courtenay, une branche cadette des Capétiens.
Elle épouse Robert II (1250 † 1302), comte d'Artois, et a trois enfants :
- Mahaut (1268 † 1329) ;
- Philippe (1269 † 1298) ;
- Robert (1271 † 1272).